# Rafael López Cansinos
Rafael López Cansinos (Córdoba; 12 de junio de 1931-Ib.; 3 de enero de 2018) fue locutor de radio español en Radio Córdoba y columnista en la prensa local cordobesa.

## Biografía
Nació en el barrio cordobés de El Brillante y estudió en el Colegio Cervantes —fundado por los Hermanos Maristas en 1933 en la ciudad cordobesa—. Trabajó ante los micrófonos de Radio Córdoba durante 45 años a partir de sus inicios en el verano de 1947.

## Premios, galardones y homenajes
- Galardonado en 1997 con el XII Premio Periodístico Ciudad de Córdoba.
- Recibió la Fiambrera de Plata del año 2005 concedida por el Ateneo de Córdoba.